# Dommartin-le-Franc
Dommartin-le-Franc ist eine französische Gemeinde mit 243 Einwohnern (Stand: 1. Januar 2022) im Département Haute-Marne in der Region Grand Est (bis 2015 Champagne-Ardenne). Sie gehört zum Arrondissement Saint-Dizier und ist Mitglied im Gemeindeverband Communauté d’agglomération du Grand Saint-Dizier, Der et Vallées. Die Bewohner werden Dommartinois und Dommartinoises genannt.

## Geografie
Die Gemeinde Dommartin-le-Franc liegt 23 Kilometer südlich der Arrondissements-Hauptstadt Saint-Dizier. Das 10,03 km² große Gemeindegebiet von Dommartin-le-Franc umfasst einen Abschnitt der Blaise, die sich hier in zwei Flussarme teilt. Das Gemeindegebiet breitet sich nach Südosten etwa 1500 m auf ein landwirtschaftlich genutztes Plateau aus, westlich der Blaise greift das Gemeindeareal etwa zwei Kilometer weit über den Wald Les Arpents aus, der Teil des 60 km² großen Waldgebietes Forêt du Der ist. Im Südosten der Gemeinde wird im Forst La Fortelle mit 279 m über dem Meer der höchste Punkt erreicht.
Nachbargemeinden von Dommartin-le-Franc sind (im Uhrzeigersinn, von Norden beginnend): Ville-en-Blaisois, Morancourt, Baudrecourt, Courcelles-sur-Blaise, Dommartin-le-Saint-Père und Bailly-aux-Forges.

## Bevölkerungsentwicklung
| Jahr      | 1962 | 1968 | 1975 | 1982 | 1990 | 1999 | 2010 | 2021 |
| --------- | ---- | ---- | ---- | ---- | ---- | ---- | ---- | ---- |
| Einwohner | 327  | 319  | 333  | 312  | 273  | 258  | 218  | 241  |

Im Jahr 1881 wurde mit 585 Bewohnern die bisher höchste Einwohnerzahl ermittelt. Die Zahlen basieren auf den Daten von cassini.ehess und INSEE.

## Sehenswürdigkeiten
Das Schiff der Pfarrkirche Saint-Martin stammt vermutlich aus dem 11. Jahrhundert. Zwei eingravierte Daten in einer Nische und an einer Tür (1546 und 1559) lassen auf Ombauten im 16. Jahrhundert schließen. Aus dieser Zeit scheint auch der Glockenturm zu stammen.
In Dommartin gibt es zwei Eisengießereien. Die stillgelegte obere Gießerei mit ihrem Hochofen aus den 1830er Jahren ist Teil des Museumsverbunds Metallurgic Park und steht unter Denkmalschutz. Die untere Gießerei ist Teil der GHM SA und stellt Kunstgussobjekte her.

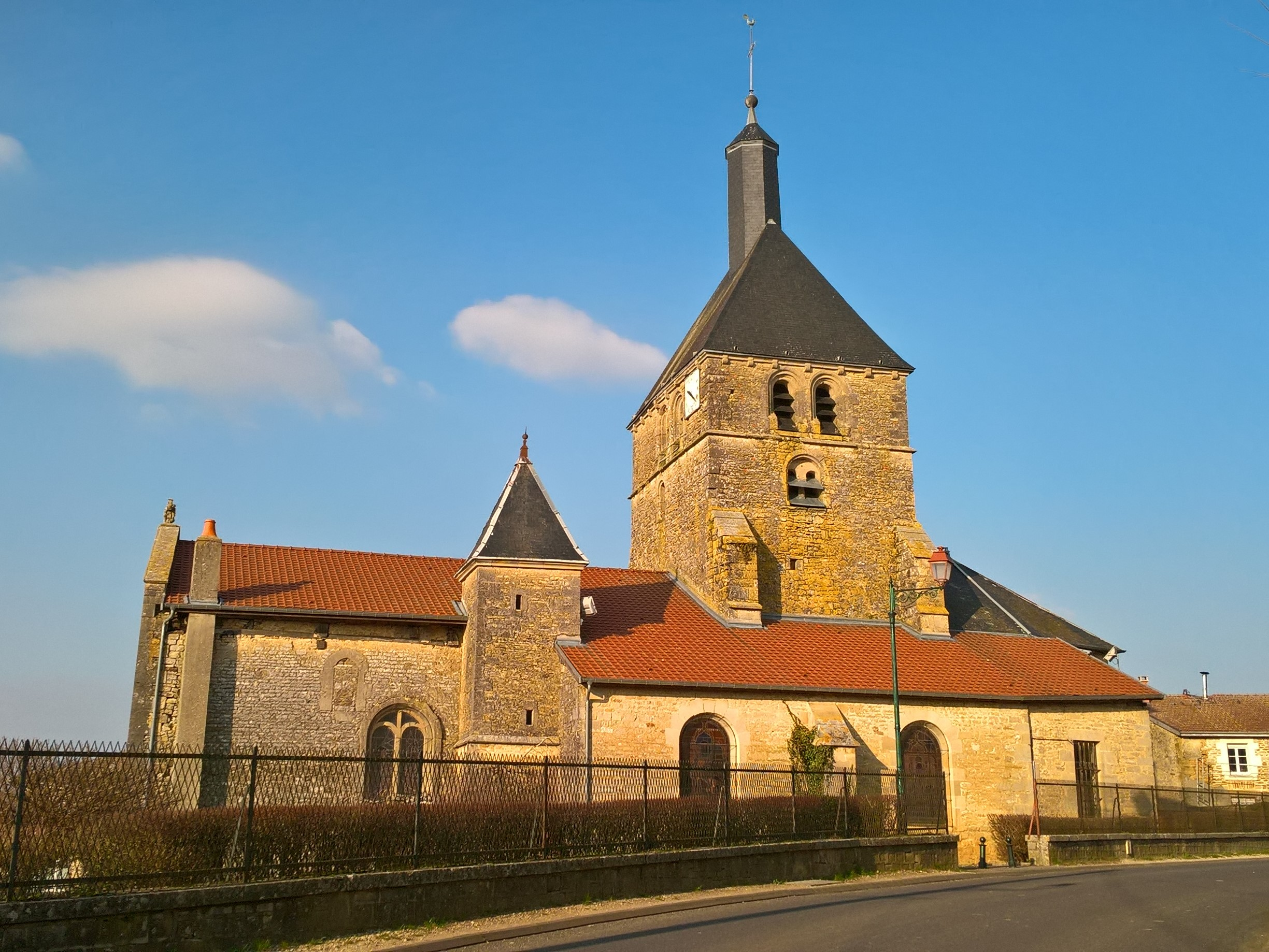
Kirche Saint-Martin
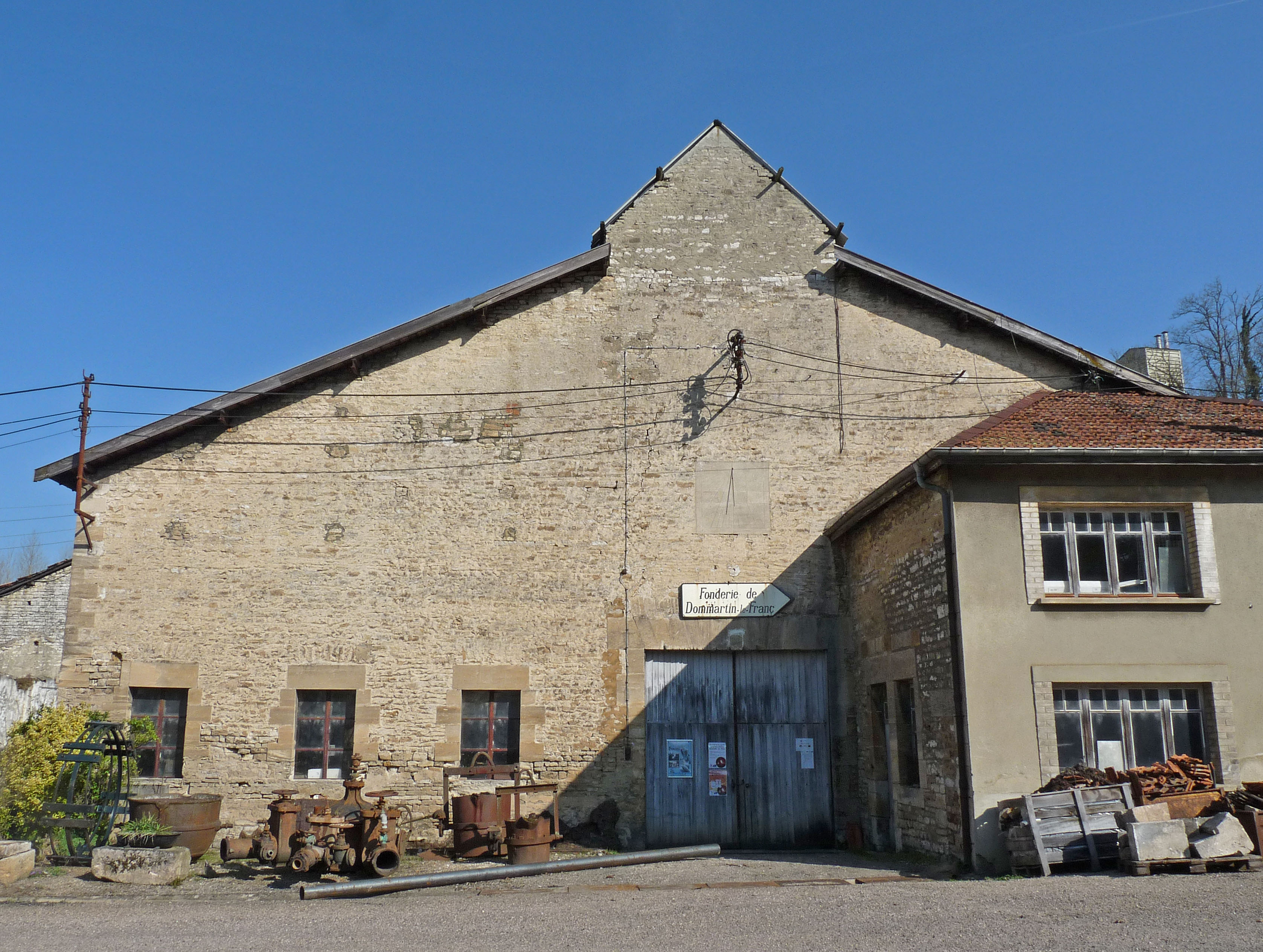
Untere Gießerei
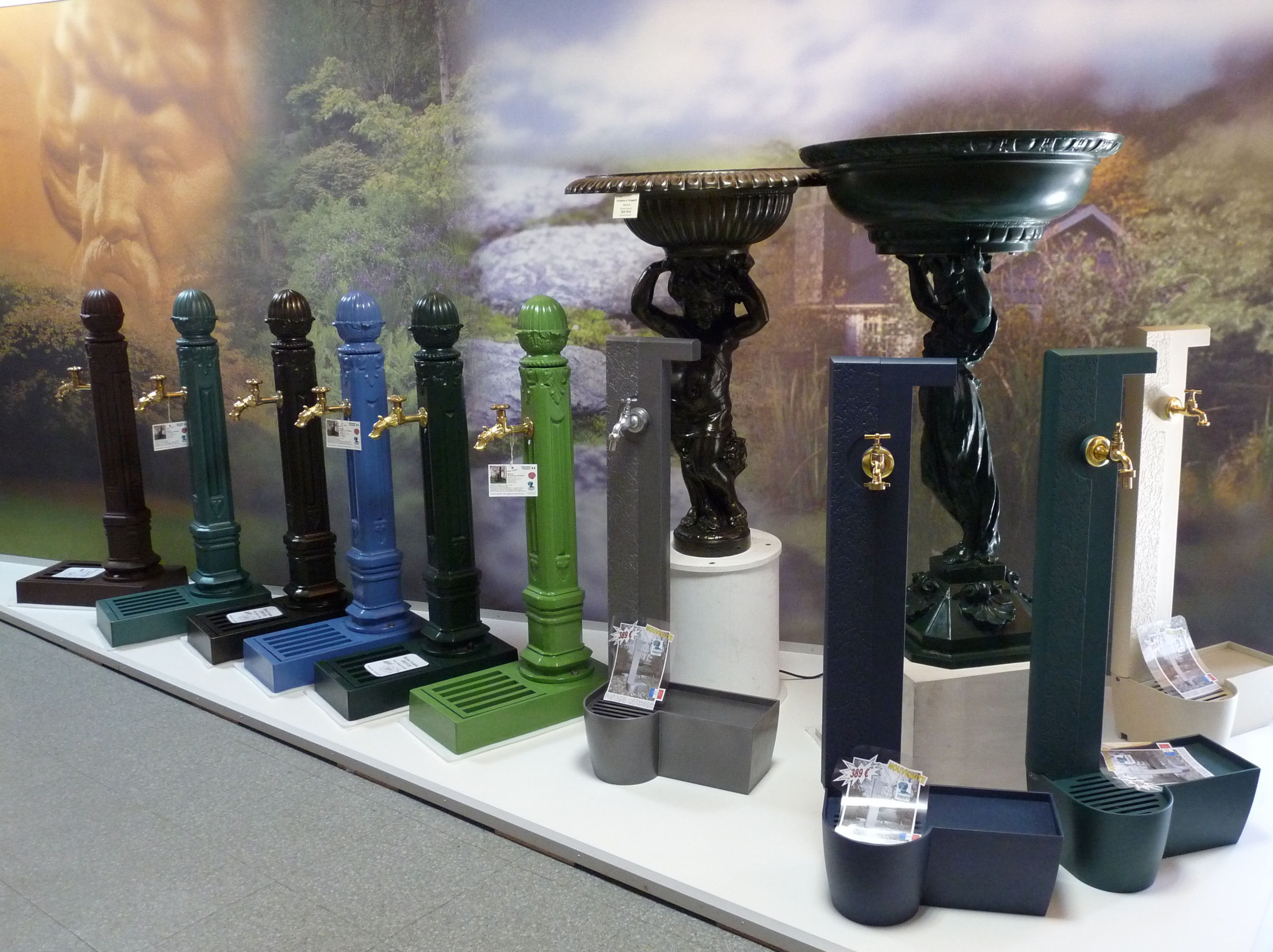
Verkaufsprodukte der Gießerei

## Wirtschaft und Infrastruktur
In Dommartin-le-Franc gibt es eine Metzgerei und eine Tankstelle. In der Gemeinde sind darüber hinaus sechs Landwirtschaftsbetriebe (Anbau von Getreide, Hülsenfrüchten und Ölsaaten) ansässig.
Durch die Gemeinde Dommartin-le-Franc verläuft die Fernstraße D 60 von Brienne-le-Château nach Joinville. Von dieser zweigt im Dorf die dem Blaisetal folgende Fernstraße D 2 über Wassy nach Saint-Dizier ab. In der 23 Kilometer nördlich gelegenen Stadt Saint-Dizier besteht ein Anschluss an die autobahnartig ausgebaute RN 4 von Paris nach Nancy. Ser Bahnhof der 13 Kilometer östlich gelegenen Stadt Joinville liegt an der Bahnstrecke Blesme-Haussignémont–Chaumont.

## Persönlichkeiten
- Elzéar-Auguste Cousin de Dommartin (1768–1799), französischer Divisionsgeneral der Artillerie, geboren in Dommartin-le-Franc

## Belege
1. ↑  Dommartin-le-Franc auf cassini.ehess.fr
2. ↑  Dommartin-le-Franc auf insee.fr
3. ↑  Fonderie in der Base Mérimée des französischen Kulturministeriums (französisch)
4. ↑  https://www.fontes-art-dommartin.com/
5. ↑  Landwirtschaftsbetriebe auf annuaire-mairie.fr (französisch)